# Malson americà
Malson americà (títol original en anglès, American Carnage) és una pel·lícula de comèdia de terror estatunidenca del 2022 escrita per Diego Hallivis i Julio Hallivis, dirigida per Diego Hallivis i protagonitzada per Jorge Lendeborg Jr., Jenna Ortega i Eric Dane. La pel·lícula té un missatge polític a favor dels drets dels immigrants i pren el nom original d'una línia del discurs inaugural de Donald Trump. S'ha doblat i subtitulat al català.
La pel·lícula es va estrenar als cinemes i a la carta el 15 de juliol de 2022.

## Repartiment
- Jorge Lendeborg Jr. com a JP
- Jenna Ortega com a Camila
- Allen Maldonado com a Big Mac
- Yumarie Morales com a Lily
- Jorge Diaz com a Chris
- Bella Ortiz com a Micah
- Eric Dane com a Eddie
- Brett Cullen com a Harper Finn
- Zach Avery com a James
- Catherine McCafferty com a Cynthia
- Andrew Kaempfer com a Bruce
- Suni Reyes com a Emilia